# Peter Neuner
Peter Neuner (* 23. März 1941 in München) ist ein deutscher katholischer Priester und Professor für Fundamentaltheologie und Dogmatik.

## Leben
Peter Neuner, Sohn von Mathilde Neuner, geborene Schmid, und des Studiendirektors Andreas Neuner, legte 1960 das Abitur ab und studierte in München, daneben auch in Freising, Philosophie und Theologie. 1965 erhielt er sein Diplom. Im Jahre 1966 wurde er zum Priester geweiht und war bis 1968 als Kaplan in Traunstein tätig. Von 1972 bis 1980 war er wissenschaftlicher Assistent am Institut für Ökumenische Theologie der Universität München. Als Schüler von Heinrich Fries wurde er 1976 zum Dr. theol. promoviert. Die Habilitation folgte 1978. Von 1980 bis 1985 war Peter Neuner Professor für Fundamentaltheologie an der Universität Passau und lebte in Salzweg. 1985 erhielt er den Ruf an die Ludwig-Maximilians-Universität München und nahm an der dortigen Katholisch-Theologischen Fakultät den Lehrstuhl für Dogmatik ein. Ab dem Jahr 2000 kam ökumenische Theologie hinzu; bis zu seiner Pensionierung 2006 war er auch Direktor des Ökumenischen Forschungsinstituts an der Katholisch-Theologischen Fakultät der Universität München.
Neuner war von 1998 bis 2002 Leiter der Arbeitsgemeinschaft der Dogmatiker und Fundamentaltheologen des deutschen Sprachraumes und von 2002 bis 2005 Vorsitzender des Katholisch-Theologischen Fakultätentages. Von 1999 bis 2005 war er an einem Graduiertenkolleg der Hochschule für Philosophie in München über religiöse Erfahrung beteiligt.

## Wirken
Neuners Hauptthema ist die Ökumene. Dazu und zur damit eng verbundenen Ekklesiologie hat er zahlreiche Veröffentlichungen vorgelegt. Außerdem ist er Spezialist für den katholischen Modernismus, wobei er herausarbeitet, dass den Theologen im Modernismusstreit durch Vertreter des Lehramtes schweres Unrecht widerfahren sei.
Er ist Mitglied der Europäischen Akademie der Wissenschaften und Künste sowie Mitglied des wissenschaftlichen Beirates der Katholischen Akademie in Bayern, Mitglied des Deutschen Ökumenischen Studienausschusses, seit 2000 deren Vorsitzender, und Mitglied des China-Zentrums (Sankt Augustin bei Bonn).

## Schriften (Auswahl)

### Monographien
- Turbulenter Aufbruch. Die 60er Jahre zwischen Konzil und konservativer Wende. Herder, Freiburg (Breisgau) u. a. 2019, ISBN 978-3-45138414-1.
- Martin Luthers Reformation. Eine katholische Würdigung. Herder, Freiburg (Breisgau) u. a. 2017, ISBN 978-3-451-37691-7.
- Abschied von der Ständekirche. Plädoyer für eine Theologie des Gottesvolkes. Völlig überarbeitete, aktualisierte und ergänzte Neuausgabe. Herder, Freiburg (Breisgau) u. a. 2015, ISBN 978-3-451-31488-9, (Überarbeitung von: Der Laie und das Gottesvolk. 1988).
- Der Streit um den katholischen Modernismus. Verlag der Weltreligionen, Frankfurt (Main) u. a. 2009, ISBN 978-3-458-71021-9.
- Die heilige Kirche der sündigen Christen (= Topos-plus-Taschenbücher. Band 454: Positionen). Pustet, Regensburg 2002, ISBN 3-7867-8454-X.
- Ökumenische Theologie. Die Suche nach der Einheit der christlichen Kirchen. Wissenschaftliche Buchgesellschaft, Darmstadt 1997, ISBN 3-534-12071-X.
- Der Laie und das Gottesvolk. Knecht, Frankfurt (Main) 1988, ISBN 3-7820-0572-4, (Überarbeitung als: Abschied von der Ständekirche. 2015).
- Kleines Handbuch der Ökumene. 1984.
- Döllinger als Theologe der Ökumene (= Beiträge zur ökumenischen Theologie. Band 19). Schöningh, Paderborn u. a. 1979, ISBN 3-506-70769-8 (Zugleich: München, Universität, Habilitations-Schrift, 1978).
- Religiöse Erfahrung und geschichtliche Offenbarung. Friedrich von Hügels Grundlegung der Theologie (= Beiträge zur ökumenischen Theologie. Band 15). Schöningh, Paderborn u. a. 1977, ISBN 3-506-70769-8 (Zugleich: München, Universität, Dissertation, 1976).
- Religion zwischen Kirche und Mystik. 1977.

### Herausgeberschaften
- mit Paul M. Zulehner, Anna Hennersperger: Synodalisierung. Eine Zerreißprobe für die katholische Weltkirche? Expertinnen und Experten aus aller Welt beziehen Stellung. Matthias Grünewald Verlag, Ostfildern 2022, ISBN 978-3-7867-3297-6.
- Zufall als Quelle von Unsicherheit (= Grenzfragen. 39). Alber, Freiburg (Breisgau) u. a. 2014, ISBN 978-3-495-48687-0.
- mit Birgitta Kleinschwärzer-Meister: Ökumene zwischen „postmoderner Beliebigkeit“ und „Rekonfessionalisierung“ (= Beiträge aus dem Zentrum für ökumenische Forschung München. 3). Lit, Berlin u. a. 2006, ISBN 3-8258-9207-7.
- mit Peter Lüning: Theologie im Dialog. Festschrift für Harald Wagner. Aschendorff, Münster 2004, ISBN 3-402-05484-1.
- Naturalisierung des Geistes – Sprachlosigkeit der Theologie? Die Mind-brain-Debatte und das christliche Menschenbild (= Quaestiones disputatae. 205). Herder, Freiburg (Breisgau) u. a. 2003, ISBN 3-451-02205-2.
- mit Gunther Wenz: Theologen des 19. Jahrhunderts. Eine Einführung. Wissenschaftliche Buchgesellschaft, Darmstadt 2002, ISBN 3-534-14962-9.
- Auf Wegen der Versöhnung. Festschrift H. Fries. 1982.
- mit Karl-Ernst Apfelbacher: Ernst Troeltsch. Briefe an Friedrich von Hügel. 1901–1923 (= Konfessionskundliche Schriften des Johann-Adam-Möhler-Instituts. Nr. 11). Verlag Bonifacius-Druckerei, Paderborn 1974, ISBN 3-87088-114-3.